# Vlagdagen in Zweden

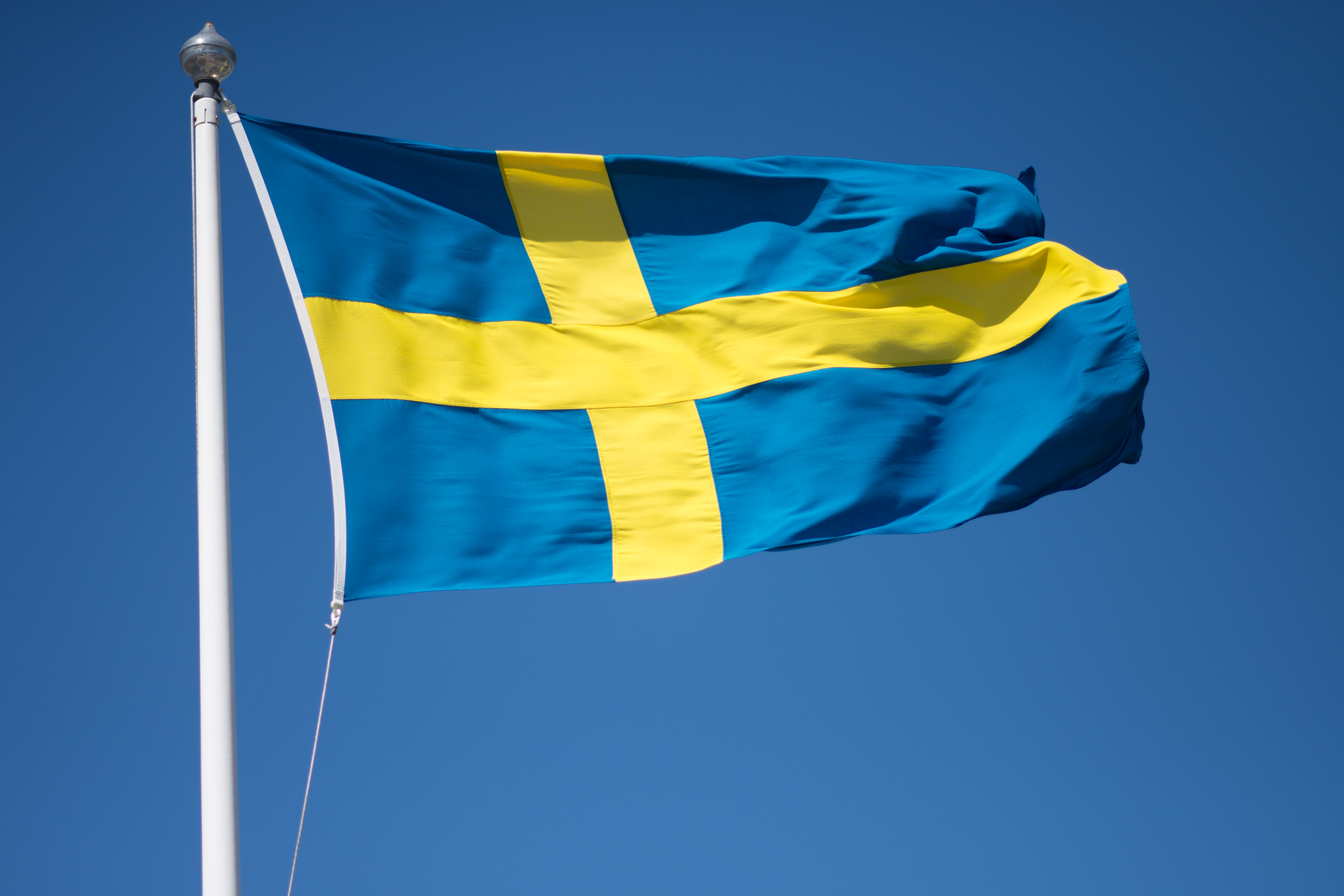
Vlag van Zweden

In Zweden worden de zogenaamde vlagdagen gereguleerd door de verordening op ‘algemene vlagdagen’, uitgegeven door de Zweedse overheid en vergelijkbaar met de vlaginstructie. Hierin wordt onder meer aangegeven op welke dagen in Zweden de vlag mag worden gehesen. 
| Algemene vlagdagen                                                               | Algemene vlagdagen                              | Algemene vlagdagen                                            | Algemene vlagdagen |
| -------------------------------------------------------------------------------- | ----------------------------------------------- | ------------------------------------------------------------- | ------------------ |
| dag                                                                              | gelegenheid                                     | toelichting                                                   |                    |
| 1 januari                                                                        | Nieuwjaarsdag                                   |                                                               |                    |
| 28 januari                                                                       | De naamdag van koning Carl XVI Gustaf           |                                                               |                    |
| 12 maart                                                                         | Kroonprinses Victoria's naamdag                 |                                                               |                    |
| Eerste zondag na de eerste volle maan na lente-equinox (22 maart tot 25 april)   | Paaszondag                                      | Jezus' opstanding                                             |                    |
| 30 april                                                                         | De verjaardag van koning Carl XVI Gustaf        |                                                               |                    |
| 1 mei                                                                            | 1 mei                                           | Dag van de arbeid                                             |                    |
| Vijftiende dag Pasen (Pinksteren betekent vijftig), oftewel 49 dagen na Paasdag. | Pinksteren                                      | De uitstorting van de Heilige Geest                           |                    |
| 29 mei                                                                           | Veteranendag                                    | Herdenking van oorlogsveteranen                               |                    |
| 6 juni                                                                           | Zweedse nationale feestdag                      |                                                               |                    |
| Zaterdag in de periode 20-26 juni                                                | Midzomerdag                                     |                                                               |                    |
| 14 juli                                                                          | Verjaardag van kroonprinses Victoria            |                                                               |                    |
| 8 augustus                                                                       | De naamdag van koningin Silvia                  |                                                               |                    |
| Tweede zondag in september tijdens het verkiezingsjaar                           | Dag van verkiezingen voor het Zweedse parlement |                                                               |                    |
| 24 oktober                                                                       | Dag van de Verenigde Naties                     |                                                               |                    |
| 6 november                                                                       | Gustav Adolfsdag                                | Sterfdag van Koning Gustav II Adolf (1632)                    |                    |
| 10 december                                                                      | Nobel-dag                                       | De sterfdag van industrieel en filantroop Alfred Nobel (1896) |                    |
| 23 december                                                                      | Koningin Silvia's verjaardag                    |                                                               |                    |
| 25 december                                                                      | Kerstdag                                        | De geboorte van Jezus                                         |                    |

| dag              | gelegenheid                                                           |
| 17 december 2018 | 100e verjaardag van de invoering van het algemeen kiesrecht in Zweden |